# 25. zongoraverseny (Mozart)
Wolfgang Amadeus Mozart 25., C-dúr zongoraversenye a Köchel-jegyzékben 503 szám alatt szerepel.

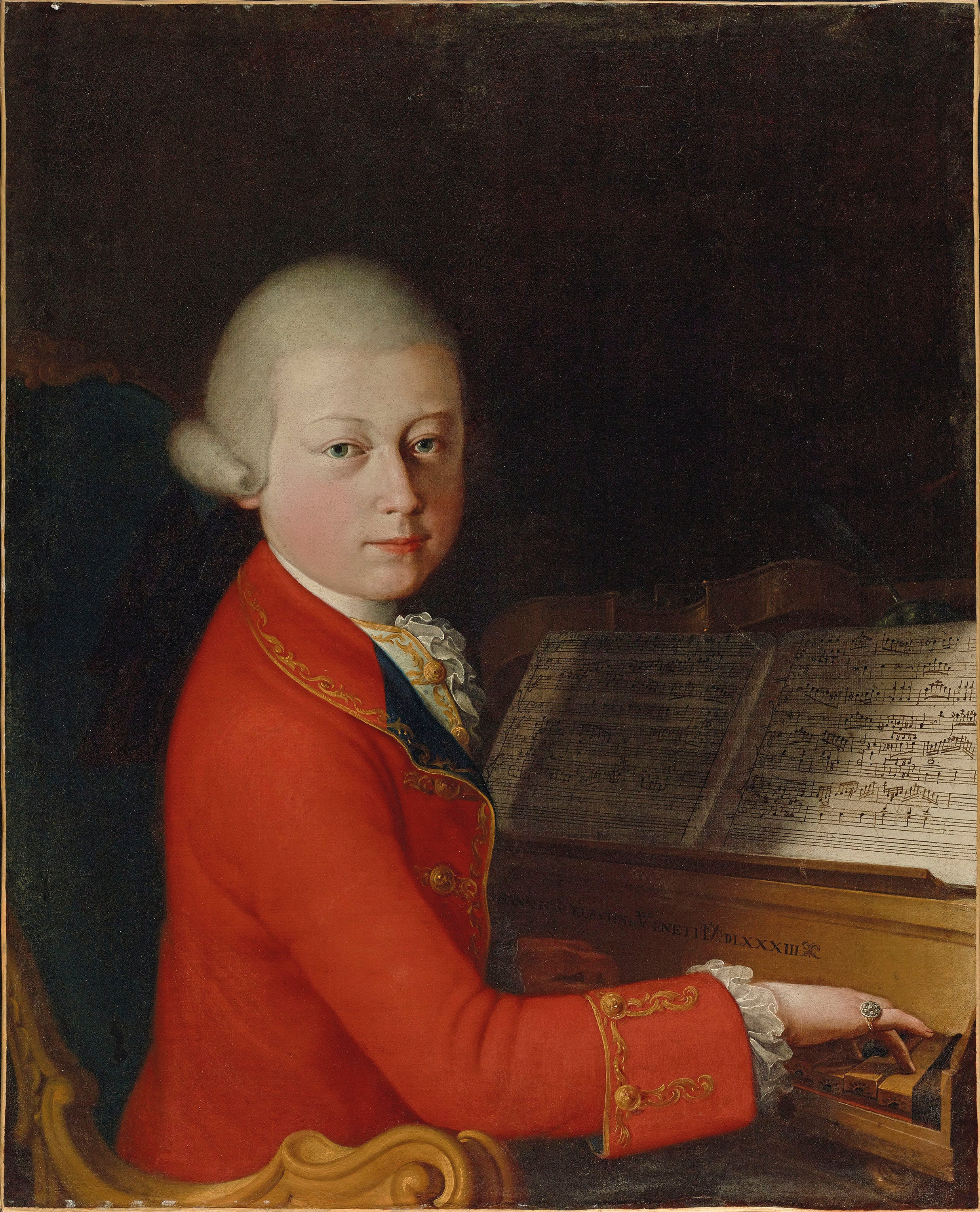

## Keletkezése, története
Ez a versenymű rekeszti be az 1784–86-ban írott zongorakoncertek sorát.
A művet Mozart 1786. december 4-én fejezte be.

## Szerkezete, jellemzői
A versenymű a partitúra szerint szóló zongorára, fuvolára, 2 klarinétra, 2 oboára, 2 basszetkürtre, 2 kürtre, trombitára, üstdobra és vonósokra íródott. Ez Mozart egyik leghosszabb zongoraversenye, játékideje 33 perc körüli.
Tételei:
1. Allegro maestoso
2. Andante F-dúrban
3. Allegretto

Az első tétel nagyszabású fényes zenekari hangzást kívánó szonátaforma, amelynek tematikáját szélesen bontakoztatja ki a zenekari bevezető.
A lassú tételben Mozart leszűkíti a hangszerek létszámát, és kamarazenei formában szólaltatja meg a háromrészes formát.
A zárótétel rondótémája a kor zongoramuzsikájának köznyelvén szól, egy epizódja azonban keleties-egzotikus színeket jelenít meg.

## Ismertség, előadási gyakoriság
A mű az ismertebb Mozart zongoraversenyek közé tartozik. Hangversenyen, hanglemezen, vagy elektronikus médiákban viszonylag gyakran hallgatható darab. 2006-ban, a Mozart-év kapcsán a Magyar Rádió Bartók Rádiójának Mozart összes művét bemutató sorozatában a zongoraszólamot Alfred Brendel játszotta, a St. Martin-in-the-Fields Kamarazenekart Neville Marriner vezényelte.